# Brańszczyk (gmina)
Brańszczyk – gmina wiejska w województwie mazowieckim, w powiecie wyszkowskim.
Siedziba gminy to Brańszczyk.

## Struktura powierzchni
Według danych z roku 2002 gmina Brańszczyk ma obszar 167,61 km², w tym:
- użytki rolne: 46%
- użytki leśne: 46%

Gmina stanowi 19,12% powierzchni powiatu.

## Historia
W latach 1921–1939 gmina leżała w powiecie ostrowskim województwa białostockiego.
W wyniku agresji III Rzeszy na Polskę we wrześniu 1939 tereny byłej gminy znalazły się pod okupacją niemiecką i do wyzwolenia weszła w skład dystryktu warszawskiego Generalnego Gubernatorstwa.
1 stycznia 1975 z gminy Brańszczyk wyłączono sołectwo Jaszczułty, włączając je do gminy Długosiodło. 
W latach 1975–1998 gmina położona była w województwie ostrołęckim.

## Demografia
Według Powszechnego Spisu Ludności z 1921 roku gminę zamieszkiwało 7.332 osoby, 6.960 było wyznania rzymskokatolickiego, 1 prawosławnego, 9 ewangelickiego a 362 mojżeszowego. Jednocześnie 7322 mieszkańców zadeklarowało polską przynależność narodową, 1 rosyjską a 9 żydowską. Było tu 1.216 budynków mieszkalnych.
Dane z 30 czerwca 2004:
| Opis                              | Ogółem | Ogółem | Kobiety | Kobiety | Mężczyźni | Mężczyźni |
| --------------------------------- | ------ | ------ | ------- | ------- | --------- | --------- |
| Jednostka                         | osób   | %      | osób    | %       | osób      | %         |
| Populacja                         | 8463   | 100    | 4238    | 50,1    | 4225      | 49,9      |
| Gęstość zaludnienia [mieszk./km²] | 50,5   | 50,5   | 25,3    | 25,3    | 25,2      | 25,2      |

- Według danych z 31 grudnia 2011[9] gminę zamieszkiwało 8605 osób, w tym na stałe – 8321 osób.

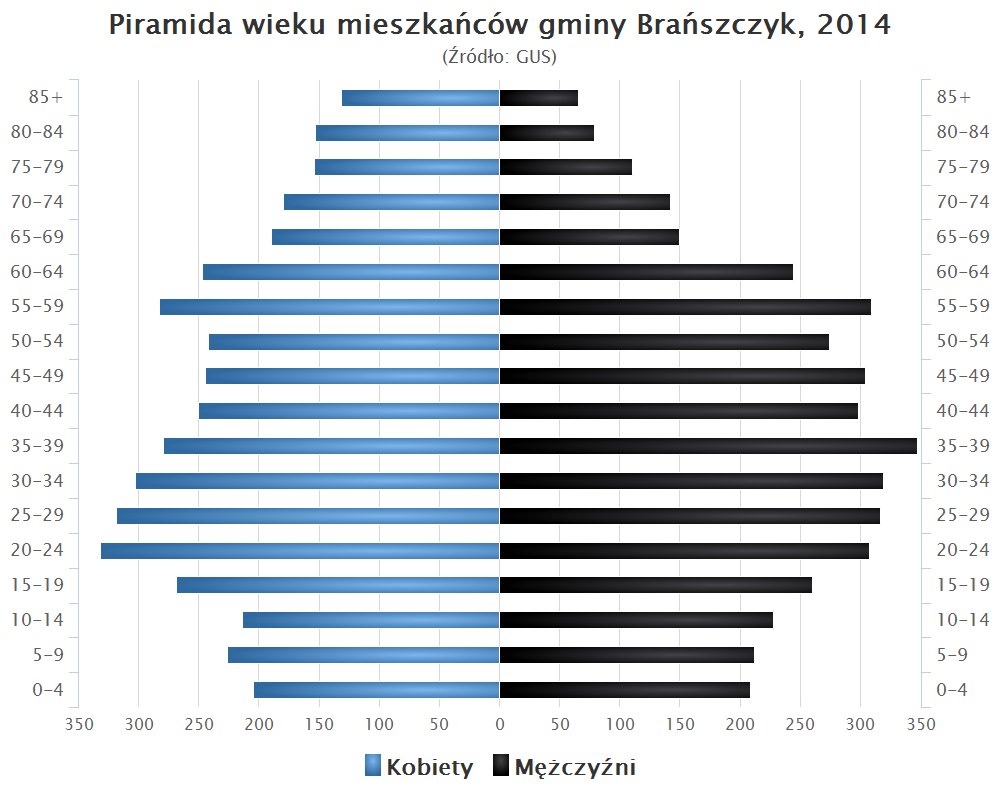
Piramida wieku mieszkańców gminy Brańszczyk w 2014 roku

## Sołectwa
Białebłoto-Kobyla, Białebłoto-Kurza, Białebłoto-Stara Wieś, Brańszczyk, Budykierz, Dalekie-Tartak, Dudowizna, Knurowiec, Niemiry, Nowa Wieś, Nowe Budy, Nowy Brańszczyk, Ojcowizna, Poręba-Kocęby, Poręba Średnia, Przyjmy, Stare Budy, Trzcianka, Tuchlin, Turzyn, Udrzyn, Udrzynek.

## Pozostałe miejscowości
Bagienko, Budykierz (gajówka), Dalekie, Dębienica, Gajówka Ciepła, Gajówka Natalin, Gajówka Trzcianka, Lipa-Gajówka, Niemiry-Gajówka, Poręba, Sierakowiec, Smolarnia, Ślepioty.

## Sąsiednie gminy
Brok, Długosiodło, Łochów, Ostrów Mazowiecka, Rząśnik, Sadowne, Wyszków